# Sayaka Kitahara
Sayaka Kitahara (北原沙弥香 Kitahara Sayaka?) (Prefectura de Saitama, Japón, 29 de noviembre de 1993) es una cantante, actriz y locutora japonesa.
Ha vendido en Japón más de 7000 copias de sus CD. Su sencillo más vendido es "Natsu ga Yattekuru" (2191 copias vendidas) y su sencillo menos vendido es "Kanari Junjou" (1130 copias vendidas).

## Biografía
En 2004, Sayaka Kitahara se convirtió en miembro de Hello Pro Egg, bajo Hello! Project. En 2008, se convirtió en parte de la unidad MilkyWay, como vínculo con el anime Kirarin Revolution, en el que los tres miembros del grupo tienen partes, con Kitahara como Noel Yukino; la banda canta los últimos temas musicales del programa, y sus dos sencillos se ubican en el top 10 de las listas musicales de Oricon. La serie termina en 2009, luego en 2010 juega un papel principal en la película de terror Kaidan Shin Mimibukuro Kaiki.
Se graduó de Hello Pro Egg en 2011 y comienza una carrera en solitario. Desde entonces, interpreta el papel de Aoi Sorano en el anime Inazuma Eleven GO, y canta los temas finales de la serie, como "Sorano Aoi (CV: Kitahara Sayaka)"; sus primeros tres sencillos en solitario como "Sorano Aoi (...)" también aparecen en Oricon. El 9 de septiembre de 2012 se anunció que Kitahara Sayaka se uniría a Avex a partir de octubre de 2012. En 2013, pasó a formar parte de la unidad COLORS (カラーズ） como "Sorano Aoi (CV: Kitahara Sayaka) con "Morimura Konoha (CV: Yuki Aoi)", luego con "Mizukawa Minori (CV: Takagaki Ayahi)". Ahora también es parte de COLORS pero como "Kitahara Sayaka" con "Kobayashi Yuu". Esta es la primera vez que canta como "Kitahara Sayaka", no "Sorano Aoi (CV: Kitahara Sayaka)" ni "Yukino Noel (CV: Kitahara Sayaka)".

## Discografía en solitario
Sencillos
Como «Sorano Aoi (CV: Kitahara Sayaka)»
- 2011/06/22 : Yappa Seishun (やっぱ青春?)
- 2011/11/09 : Kanari Juujou (かなり純情?)
- 2012/02/08 : Hajike-Yo!! (HAJIKE-YO!!?)
- 2012/06/13 : "Natsu ga Yattekuru (夏がやってくる?)
- 2013/03/06 : Haru NO Gradation (春のグラデーション?)

## COLORS
- 2013/07/03 : Katte Ni Cinderella (勝手にシンデレラ?)
- 2013/11/16 : Fashion Uchuu Senshi (ファッション　宇宙戦士?)
- 2014/03/06 : Arashi Tatsumaki Hurricane (嵐　竜巻　ハリケーン?)

## Filmografía

### Anime
| Año       | Título                                | Papel                   | Fuente |
| --------- | ------------------------------------- | ----------------------- | ------ |
| 2008–2009 | Kirarin Revolution                    | Yukino Noel             | [ 3 ]  |
| 2011–2012 | Inazuma Eleven GO                     | Sorano Aoi              | [ 3 ]  |
| 2012      | Inazuma Eleven GO VS Danball Senki W  | Sorano Aoi              | [ 3 ]  |
| 2012–2013 | Inazuma Eleven GO: Chrono Stone       | Sorano Aoi              | [ 3 ]  |
| 2013–2014 | Inazuma Eleven GO: Galaxy             | Sorano Aoi              | [ 3 ]  |
| 2014      | Space Dandy                           | Sidekick Emily          | [ 3 ]  |
| 2016      | Concrete Revolutio: The Last Song     | Momose                  | [ 3 ]  |
| 2016      | My Hero Academia                      | All Might's fan         | [ 3 ]  |
| 2016      | Aikatsu Stars!                        | Upperclassman           | [ 3 ]  |
| 2016      | Berserk (serie de televisión de 2016) | Maid                    | [ 3 ]  |
| 2016      | Days                                  | Sayuri's friend         | [ 3 ]  |
| 2017      | Busō Shōjo Machiavellism              | Mary Kikakujou          | [ 4 ]  |
| 2018      | Butlers: Chitose Momotose Monogatari  | P-chan, Yuuhi Nishimiya |        |
| 2019      | Kakegurui XX                          | Nozomi Komabami         | [ 5 ]  |

Película
- 2010 : Kaidan Shin Mimibukuro Kaiki

Doblaje
- Red Dwarf, Waitress Greta (Amrita Acharia)[6]
- Carmen Sandiego, The Driver (Toks Olagundoye)[7]